# Charles Combes
Pour les articles homonymes, voir Combes.
Charles Pierre Mathieu Combes, né le 26 décembre 1801 à Cahors, mort à Paris le 11 janvier 1872 , est un ingénieur et scientifique français.

## Biographie
Fils d'un officier de gendarmerie, il est admis à l'École polytechnique en 1818 ; sorti 5e en 1820, il entre au Corps des mines en 1820.[réf. nécessaire]
En 1823, il enseigne les mathématiques et la mécanique appliquée à l'École des mines de Saint-Étienne. En 1826, il dirige les mines de Lacroix et de Sainte-Marie.
En 1832, il enseigne à l'École des mines de Paris, tout en administrant les mines de charbon de Firminy dans le bassin de la Loire. Pendant cinq ans, Combes y étudie le difficile problème de l'aérage des mines qui, affirme A. de Lapparent, « devait continuer à l'occuper durant toute sa carrière. » À partir de son cours de l'École des Mines, un grand traité d'exploitation des mines est publié de 1841 à 1845,.
En annexe d'un mémoire sur les turbines (Recherches théoriques et expérimentales sur les roues à réaction ou à tuyaux, 1843), Combes étudie les conditions de diminution des chocs sur le bord d'attaque des pales. Il établit par une autre méthode que Poncelet la relation entre la vitesse le long des pales, la différence de pression et la vitesse tangentielle du rotor. Selon Zeuner, il est le premier à tenir compte de la rugosité des pales dans le calcul du rendement des turbines, et le seul auteur à citer les recherches d'Euler dans son étude ; enfin, il remarque que, par suite du choc du jet sur le bord d'attaque, il faut tenir compte d'un saut de pression dans le calcul du rendement.
Il entre à l'Académie des sciences en 1847 ; il en est le vice-président en 1853 et président pour l'année 1854.
En 1867, il dirige l'École des mines de Paris. Il est vice-président du Conseil général des mines de 1869 jusqu'à sa mort en 1872.
Il est inhumé au cimetière du Père-Lachaise (8e division),.

## Décorations
Il est nommé officier de la Légion d'honneur en 1847 et commandeur en 1860.

## Famille
Il épouse Louise Pauline Bousquet en 1830. Leur fille Louise Salomé est la seconde épouse de Charles Friedel.

## Hommage
Son nom est inscrit sur la tour Eiffel.

## Écrits
- 1834 : Mémoire sur l'exploitation des mines des comtés de Cornwall et de Devon
- 1839-1841 : Traité complet de l'aérage des mines
- 1843 : Recherches théoriques et expérimentales sur les roues à réaction ou à tuyaux
- 1844 et 1845 : Traité de l'exploitation des mines, 3 vol. : t. 1, 1844 ; t. 2, 1844 ; t. 3, 1845
- 1863 : Exposé des principes de la théorie mécanique de la chaleur et de ses applications principales
- 1867 : Exposé de la situation de la mécanique appliquée (en coll. avec Édouard Phillips et E. Collignon)
- 1869 : Deuxième mémoire sur l'application mécanique de la chaleur aux machines locomotives dans la marche à contre-vapeur